# Malianzhuang (köpinghuvudort i Kina, Shandong Sheng, lat 37,07, long 120,46)
Malianzhuang (kinesiska: 马连庄, 马连庄镇) är en köpinghuvudort i Kina. Den ligger i provinsen Shandong, i den östra delen av landet, omkring 310 kilometer öster om provinshuvudstaden Jinan. Antalet invånare är 42 197. Befolkningen består av 20 820 kvinnor och 21 377 män. Barn under 15 år utgör 12,0 %, vuxna 15-64 år 72 %, och äldre över 65 år 14,0 %.
Runt Malianzhuang är det tätbefolkat, med 493 invånare per kvadratkilometer. Närmaste större samhälle är Tangezhuang, 12,5 km öster om Malianzhuang. Trakten runt Malianzhuang består till största delen av jordbruksmark.
Genomsnittlig årsnederbörd är 747 millimeter. Den regnigaste månaden är juli, med i genomsnitt 283 mm nederbörd, och den torraste är januari, med 11 mm nederbörd.